# Grand Prix Formule 1 van Australië 2005
De Grand Prix Formule 1 van Australië 2005 werd gehouden op 6 maart 2005 op Albert Park in Melbourne.

## Uitslag
| Positie | Nummer | Rijder               | Team                | Ronden | Tijd/Opgave     | Startplaats | Punten |
| ------- | ------ | -------------------- | ------------------- | ------ | --------------- | ----------- | ------ |
| 1       | 6      | Giancarlo Fisichella | Renault             | 57     | 1:24:17.336     | 1           | 10     |
| 2       | 2      | Rubens Barrichello   | Scuderia Ferrari    | 57     | +5.553          | 11          | 8      |
| 3       | 5      | Fernando Alonso      | Renault             | 57     | +6.712          | 13          | 6      |
| 4       | 14     | David Coulthard      | Red Bull - Cosworth | 57     | +16.131         | 5           | 5      |
| 5       | 7      | Mark Webber          | Williams-BMW        | 57     | +16.908         | 3           | 4      |
| 6       | 10     | Juan Pablo Montoya   | McLaren - Mercedes  | 57     | +35.033         | 9           | 3      |
| 7       | 15     | Christian Klien      | Red Bull - Cosworth | 57     | +38.997         | 6           | 2      |
| 8       | 9      | Kimi Räikkönen       | McLaren - Mercedes  | 57     | +39.633         | 10          | 1      |
| 9       | 16     | Jarno Trulli         | Toyota              | 57     | +1:03.108       | 2           |        |
| 10      | 12     | Felipe Massa         | Sauber - Petronas   | 57     | +1:04.393       | 18          |        |
| 11      | 3      | Jenson Button        | BAR-Honda           | 56     | Opgave          | 8           |        |
| 12      | 17     | Ralf Schumacher      | Toyota              | 56     | +1 Ronde        | 15          |        |
| 13      | 11     | Jacques Villeneuve   | Sauber - Petronas   | 56     | +1 Ronde        | 4           |        |
| 14      | 4      | Takuma Sato          | BAR-Honda           | 55     | Opgave          | 20          |        |
| 15      | 19     | Narain Karthikeyan   | Jordan-Toyota       | 55     | +2 Rondes       | 12          |        |
| 16      | 18     | Tiago Monteiro       | Jordan-Toyota       | 55     | +2 Rondes       | 14          |        |
| 17      | 20     | Patrick Friesacher   | Minardi - Cosworth  | 55     | +4 Rondes       | 16          |        |
| Ret     | 1      | Michael Schumacher   | Scuderia Ferrari    | 42     | Ongeluk         | 19          |        |
| Ret     | 8      | Nick Heidfeld        | Williams-BMW        | 42     | Ongeluk         | 7           |        |
| Ret     | 21     | Christijan Albers    | Minardi - Cosworth  | 16     | Versnellingsbak | 17          |        |

## Wetenswaardigheden
- Eerste race: Red Bull Racing. Red Bull Racing heeft het team Jaguar overgenomen. Voor Christian Horner was dit zijn eerste race als teambaas van de Oostenrijkse renstal.
- Eerste overwinning voor team: Giancarlo Fisichella. Het was ook zijn eerste overwinning sinds 2003.

## Standen na de Grand Prix

### Coureurs
| Positie | Nummer | Rijder               | Team                | Punten |
| ------- | ------ | -------------------- | ------------------- | ------ |
| 1       | 6      | Giancarlo Fisichella | Renault             | 10     |
| 2       | 2      | Rubens Barrichello   | Scuderia Ferrari    | 8      |
| 3       | 5      | Fernando Alonso      | Renault             | 6      |
| 4       | 14     | David Coulthard      | Red Bull - Cosworth | 5      |
| 5       | 7      | Mark Webber          | Williams-BMW        | 4      |
| 6       | 10     | Juan Pablo Montoya   | McLaren - Mercedes  | 3      |

### Constructeurs
| Positie | Nummers | Team             | Rijders                               | Punten |
| ------- | ------- | ---------------- | ------------------------------------- | ------ |
| 1       | 5 6     | Renault          | Fernando Alonso Giancarlo Fisichella  | 16     |
| 2       | 1 2     | Scuderia Ferrari | Michael Schumacher Rubens Barrichello | 8      |
| 3       | 14 15   | Red Bull Racing  | David Coulthard Christian Klien       | 7      |
| 4       | 7 8     | Williams         | Mark Webber Nick Heidfeld             | 4      |
| 5       | 9 10    | McLaren          | Kimi Räikkönen Juan Pablo Montoya     | 4      |

## Statistieken
| Snelste ronde | Fernando Alonso | Renault | 1:25.683 |

## Noot
- Dit was het debuut van de Nederlandse coureur Christijan Albers, de Portugese coureur Tiago Monteiro, de Oostenrijkse coureur Patrick Friesacher en de Indiase coureur Narain Karthikeyan (de eerste Indiër in Formule 1).
- Dit was de tweede pole position voor Giancarlo Fisichella en de eerste sinds de Grote Prijs van Oostenrijk van 1998 - 108 races ervóór. Hiermee evenaarde Fisichella het 'record' van Mario Andretti voor de grootste tijdspanne tussen twee pole positions; Andretti had geen pole position behaald tussen de Grote Prijs van de Verenigde Staten van 1968 en de Grote Prijs van Japan van 1976.
- Tiende podiumplaats voor een Spaanse coureur.

1949 · 1985 · 1986 · 1987 · 1988 · 1989 · 1990 · 1991 · 1992 · 1993 · 1994 · 1995 · 1996 · 1997 · 1998 · 1999 · 2000 · 2001 · 2002 · 2003 · 2004 · 2005 · 2006 · 2007 · 2008 · 2009 · 2010 · 2011 · 2012 · 2013 · 2014 · 2015 · 2016 · 2017 · 2018 · 2019 · 2020 · 2021 · 2022 · 2023 · 2024 · 2025